# Озёрнинское сельское поселение (Иркутская область)
Озернинское сельское поселение — муниципальное образование со статусом сельского поселения в 
Братском районе Иркутской области России. Административный центр — посёлок Озёрный.

## Демография
По результатам Всероссийской переписи населения 2010 года
численность населения муниципального образования составила 685 человек, в том числе 324 мужчины и  361  женщина.

## Населённые пункты
- посёлок Озёрный
- посёлок Первомайский